# Köves Gábor (teniszező)
Köves Gábor (Budapest, 1970. január 7.) magyar teniszező. 2002 óta a Sport Tv szakkommentátora.

## Pályafutása

### Játékosként
Magas (188 cm), erős testi felépítésű (86 kg) sportember. Sportolóként a BSE (1980–84), a Bp. Spartacus (1985–90), közben az osztrák BW Sportclub Wien, 1991-től az UTE teniszezője.
Párosban magyar bajnok, válogatott kerettag (1986–90), a Davis-kupa-csapat tagja (1988–90), 
Dél-Koreában, Szöulban rendezett, a XXIV., az 1988. évi nyári olimpiai játékok tenisz tornájának egyik résztvevője.

### Sportvezetőként
Edzőként a magyar női válogatott szövetségi edzője.